# Tinospora
Tinospora é um género botânico pertencente à família Menispermaceae.

## Espécies
- Tinospora andamanica Diels
- Tinospora angusta Forman
- Tinospora arfakiana Becc.
- Tinospora bakis Miers
- Tinospora baenzigeri Forman
- Tinospora berneyi F.M.Bailey
- Tinospora buchholzii Engl.
- Tinospora caffra (Miers) Troupin
- Tinospora cordifolia (Willd.) Hook.f. & Thomson
- Tinospora coriacea Beumée ex K.Heyne
- Tinospora curtisii Ridl.
- Tinospora formanii Udayan & Pradeep
- Tinospora megalobotrys K.Schum. & Lauterb.

1. ↑  «Tinospora — World Flora Online». www.worldfloraonline.org. Consultado em 19 de agosto de 2020